# Cleora glaucata
Cleora glaucata är en fjärilsart som beskrevs av Fletcher 1953. Cleora glaucata ingår i släktet Cleora och familjen mätare. Inga underarter finns listade i Catalogue of Life.